# Heiligtum von Beauraing

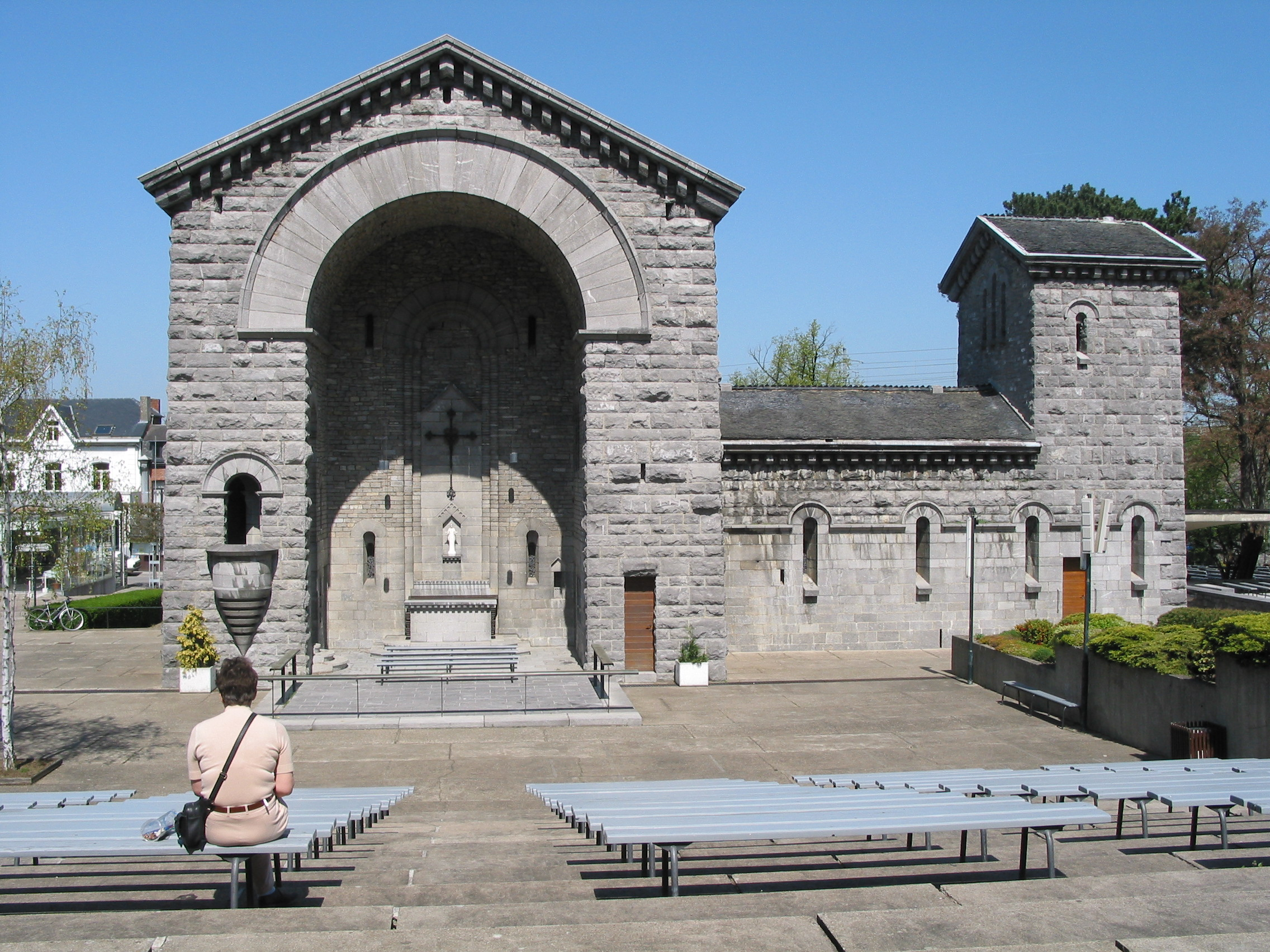
Votivkapelle Unserer Lieben Frau von Beauraing

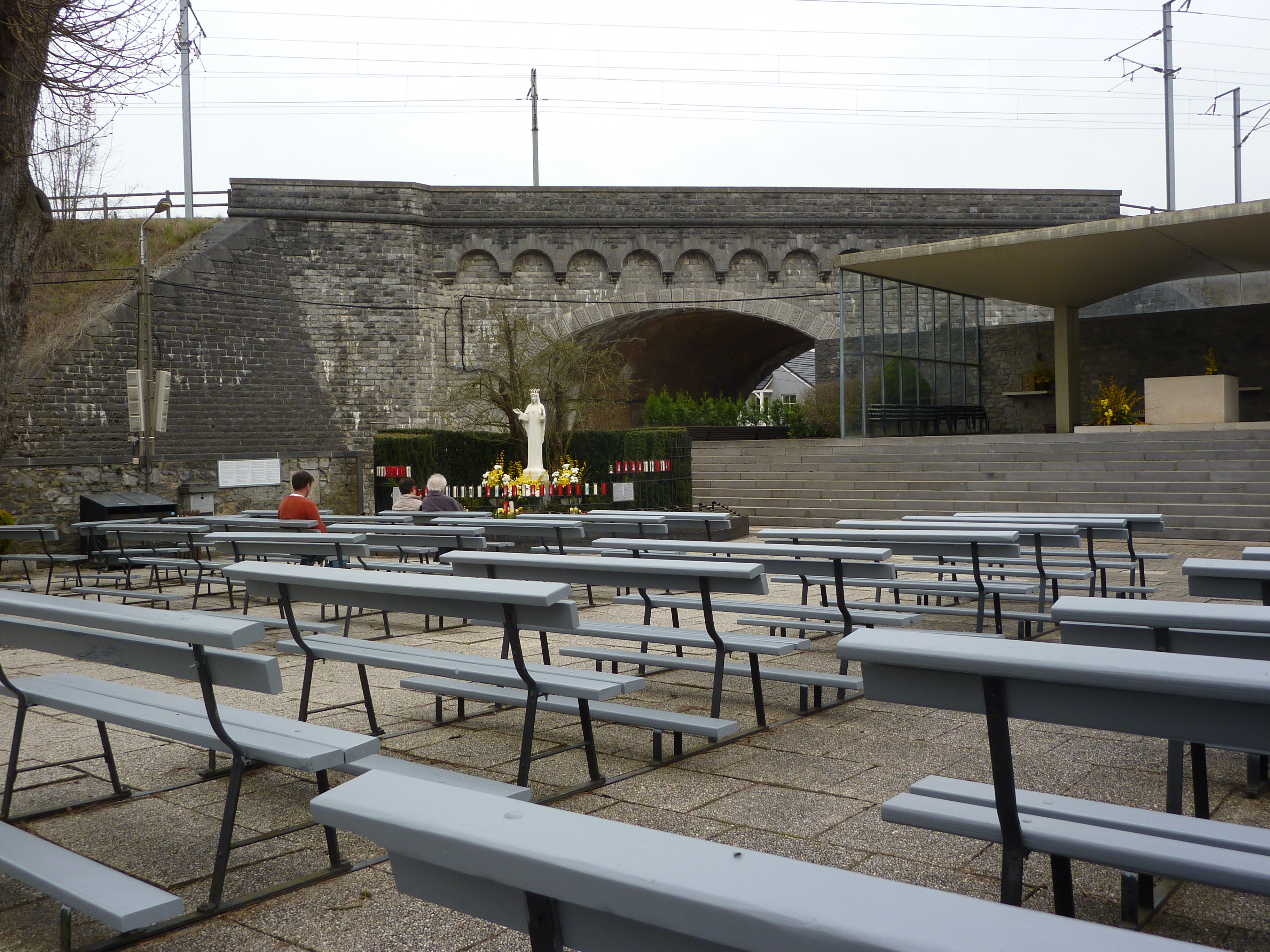
Marienstatue im Heiligtum

Das Heiligtum von Beauraing ist eine römisch-katholische Wallfahrtsstätte in Beauraing in der Wallonie, Belgien. Am Ort der mehrfachen Marienerscheinungen in den Jahren 1932 und 1933 wurde im Bistum Namur eine Kapelle und eine auf sie ausgerichtete Oberkirche Basilique Notre-Dame au Cœur d’Or errichtet.

## Geschichte
Laut Überlieferung erschien Maria zwischen dem 29. November 1932 und dem 3. Januar wiederholt fünf Kindern (Fernande Voisin 15, Gilberte Voisin 13, Albert Voisin 11, Andrée Degeimbre 14, Gilberte Degeimbre 9) im Garten eines von Ordensschwestern geleiteten Pensionats. Die Marienerscheinung wurde beschrieben als schwebende Frau mit einem langes, weißen Kleid, Lichtstrahlen aus ihrem Haupt und einem völlig erleuchteten Herz, was zu der Benennung Unsere Liebe Frau von Beauraing, die Jungfrau mit dem goldenen Herzen führte. Bei späteren Erscheinungen soll sie sich eine Kapelle, Pilger und Gebete gewünscht haben. Zwei Wunderheilungen von Pilgern wurden anerkannt. Die Verehrung wurde am 2. Februar 1943 erlaubt und die Erscheinungen am 2. Juli 1949 durch den Bischof von Namur André Marie Charue anerkannt. Beauraing entwickelte sich zu einem bedeutenden Ort der Marienwallfahrt. Im Mai 1985 besuchte Papst Johannes Paul II. das Heiligtum. Das Heiligtum erhielt 2015 eine Blutreliquie von Johannes Paul II., ein kleines Stückchen seines Gewandes beim Papstattentat 1981.

## Bauwerke
Nach der Anerkennung der Marienerscheinung wurde bis 1947 die neoromanische Votivkapelle durch Michel Claes fertiggestellt, die Weihe erfolgte 1954 durch Charles-Marie Himmer, Bischof von Tournai, und ehemaliger Vikar von Beauraing. Vor der Votivkapelle sind für Gottesdienste Sitzreihen aufgebaut.
Hinter den Sitzreihen wurde 1968 am Hang die Oberkirche ebenfalls mit Ausrichtung auf die Votivkapelle errichtet. Ihre moderne Architektur aus Stahlbeton ist das Werk von Henri Bastin, Schüler von Le Corbusier, der für seinen schlanken Stil bekannt ist. Sie bietet Platz für bis zu 3000 Personen und wurde 1968 von Léon-Joseph Kardinal Suenens geweiht. 2012 verlieh Papst Benedikt XVI. der Oberkirche den Rang einer Basilica minor, die Erhebung wurde am 22. August 2013 feierlich vollzogen.
Nordöstlich angrenzend wurde am Erscheinungsort in dem Garten nahe der Bahnstrecke die große Marienstatue von Aurélien Pierroux aufgestellt. Daneben wurde auf der Krypta Saint-Jean ein Podium errichtet, vor dem auch Sitzreihen aufgestellt sind. Zum Heiligtum gehört weiterhin ein Museum.